# دينيسي كينر
دينيسي كينر (بالإنجليزية: Dean Keener)‏ هو مدرب كرة سلة أمريكي، ولد في 18 سبتمبر 1965 في تلمادغ في الولايات المتحدة.

## روابط خارجية
- دينيسي كينر على موقع كلية كرة السلة في سبورتس رفرنس.كوم (الإنجليزية)
- دينيسي كينر على موقع كلية كرة السلة في سبورتس رفرنس.كوم (الإنجليزية)